# Stettiner Entomologische Verein
Stettiner Entomologische Verein (Entomologischer Verein zu Stettin) – Szczecińskie Towarzystwo Entomologiczne; organizacja założona w 1837 roku przez von Bunina (spotykana też data 1839). Było wiodącym na świecie stowarzyszeniem tego typu, trzecim towarzystwem entomologów na świecie (po paryskim założonym w 1832 i młodszym o rok londyńskim). Wydawało czasopismo „Stettiner Entomologische Zeitung”.
Pierwszym prezesem był doktor medycyny Wilhelm Ludwig Ewald Schmidt; po jego przedwczesnej śmierci w wieku 39 lat przewodnictwo objął Carl August Dohrn. Wyboru Dohrna dokonano na corocznym spotkaniu towarzystwa 5 listopada 1843 roku. Po jego śmierci prezesem został wybrany jego syn, Heinrich Dohrn.